# St. Dionysius (Innerthann)

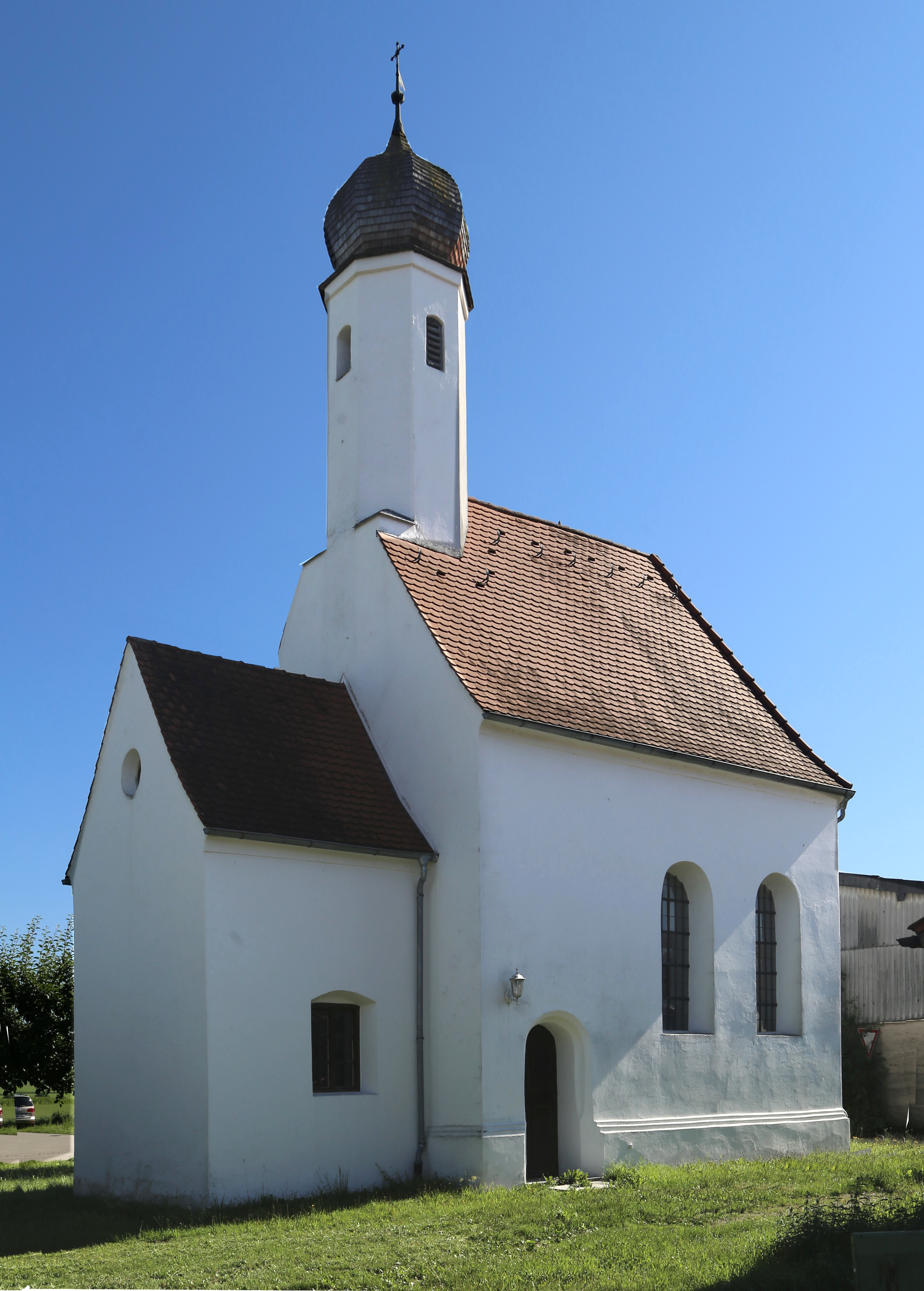
St. Dionysius in Innerthann

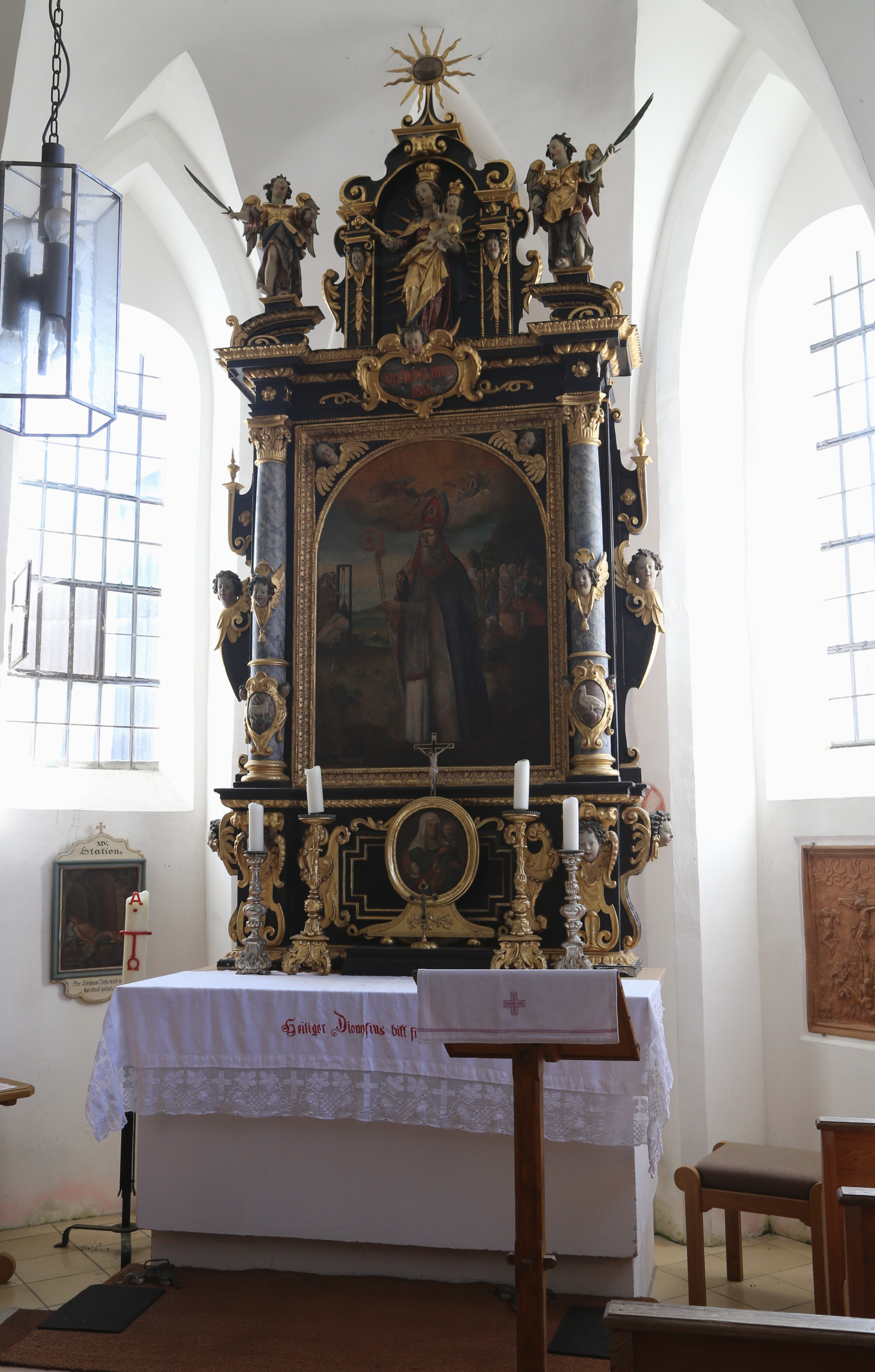
Hauptaltar

Die römisch-katholische Filialkirche St. Dionysius steht in Innerthann, einem Gemeindeteil von Tuntenhausen im oberbayerischen Landkreis Rosenheim. Das Bauwerk ist in der Liste der Baudenkmäler in Tuntenhausen als Baudenkmal unter der Nr. D-1-87-179-37 eingetragen. Die Kirche gehört zum Dekanat Rosenheim im Erzbistum München und Freising.

## Beschreibung
Die spätgotische Saalkirche zu drei Jochen wurde um 1430 errichtet und 1644 umgestaltet. Sie besteht aus dem Langhaus und dem dreiseitig geschlossenen Chor im Osten. Dem Satteldach des Langhauses wurde 1926 im Westen ein achteckiger, mit einer Zwiebelhaube bedeckter Dachreiter aufgesetzt, der den Glockenstuhl enthält. Aus demselben Jahr stammt das Vorbau im Westen, in dem sich die Sakristei befindet.
Der Innenraum des Langhauses ist mit einem Stichkappengewölbe überspannt. Auf dem Altarretabel ist der heilige Dionysius von Paris dargestellt.